# Coupe du Maghreb des vainqueurs de coupe 1974-1975
Navigation
Édition précédente
La coupe du Maghreb des vainqueurs de coupe 1974-1975 est la cinquième édition de la coupe du Maghreb des vainqueurs de coupe, qui se déroule du 25 mai au 19 octobre 1975, au Maghreb.
La compétition est réservée aux vainqueurs et finalistes de coupes nationales d'Algérie, du Maroc et de Tunisie ; la Libye ne participe pas à cette édition. De plus, le tenant du titre, le MC Alger participe à la compétition qui se joue sous forme de matchs à élimination directe, mettant aux prises sept clubs. 
C'est le club tunisien de l'ES Sahel qui remporte la compétition en battant en finale les Marocains du SCC Mohammédia, aux tirs au but, après un nul sur un score vierge.

## Équipes participantes
- Mouloudia Club d'Alger  - Vainqueur de la coupe des coupes du Maghreb 1974
- Mouloudia Club d'Oran  - Vainqueur de la coupe d'Algérie 1975
- Mouloudia olympique de Constantine  - Finaliste de la coupe d'Algérie 1975
- Sporting Club Chabab Mohammédia  - Vainqueur de la Coupe du Maroc 1975
- Union Sportive de Sidi Kacem  - Finaliste de la Coupe du Maroc 1975
- Étoile sportive du Sahel  - Vainqueur de la coupe de Tunisie 1975
- El Makarem de Mahdia  - Finaliste de la coupe de Tunisie 1975

## Compétition

### Quarts de finale
| Date        | Équipe 1       | Résultat | Équipe 2             |
| ----------- | -------------- | -------- | -------------------- |
| 25 mai 1975 | ES Sahel       | 3 - 2 ap | US Sidi Kacem        |
| 25 mai 1975 | MO Constantine | 4 - 0    | El Makarem de Mahdia |
| 25 mai 1975 | SCC Mohammédia | 2 - 1    | MC Oran              |
| -           | MC Alger T     | -        | exempt               |

Disputés le 25 mai 1975 sur les terrains des premiers nommés.
| 25 mai 1975 | ES Sahel                                                       | 3 - 2 ap | US Sidi Kacem    |             |             |
| | Othman Jenayah 20e · Abdesselam Adhouma 43e · Samir Bakaou 98e | (-) | Slimane · Hassan | Arbitrage : | Arbitrage : |
| Moncef Tabka, Ridha Ayeche, Amri Melki, Habib Mâaref, Ismail Laâyouni, Slah Karoui, Samir Bakaou ccaou, Othman Jenayah, Mustapha Dhaouadi (puis Anouar Cherif), Abdesselam Adhouma, Raouf Ben Aziza | Équipes                                                        | Abdelrazak, Kahilou, Zaki, Maman (puis Mazari), Samet, Fattah (puis Rezouguia), Ben Driss, Hassan, Aziz, Slimane |                  | Arbitrage : | Arbitrage : |

| 25 mai 1975 | SCC Mohammédia                | 2 - 1                                                                                               | MC Oran                   |             |             |
|             | Acila 18e · Driss Haddadi 89e | (1 - 1)                                                                                             | Sid Ahmed Belkedrouci 30e | Arbitrage : | Arbitrage : |
|             | Équipes                       | Ouanés, Chergui, Chaib (2), Hadefi, Djelly, Kechra, Medjahed, Chaib (1), Mehdi, Freha, Belkedroussi |                           | Arbitrage : | Arbitrage : |

| Entraîneur : |
| Beldjoudi    |

| Entraîneur : |
| Nidoclan     |

| Entraîneur : |
| Beldjoudi    |

| Entraîneur : |
| Nidoclan     |

### Demi-finales
| Date         | Équipe 1       | Résultat | Équipe 2       |
| ------------ | -------------- | -------- | -------------- |
| 15 juin 1975 | ES Sahel       | 4 - 1    | MC Alger T     |
| 15 juin 1975 | SCC Mohammédia | 3 - 1    | MO Constantine |

Matchs joués le 15 juin 1975, respectivement à Sousse et Casablanca.
- ESS-MCA[3].
  - Buts: Mustapha Dhaouadi, Othman Jenayah, Anouar Cherif, Amri Melki (ESS),  aizel (1)  (MCA)
  - ESS: Moncef Tabka, Ridha Ayeche, Amri Melki (puis Ridha Belkhiria), Habib Mâaref, Ismail Laâyouni, Samir Bakaou, Anouar Cherif, Othman Jenayah, Mustapha Dhaouadi (puis Slah Karoui), Hamed Kamoun, Raouf Ben Aziza
  - MCA : kaoua , Abdenour Zemmour, Mohammed Azzouz, Abdelaziz Djemâa, Zenir Abdelwahab, ali bencheikh ,  Omar Betrouni, Bachi Zoubir, ,  abdesslem  bousri (Aissa Draoui) mahiouz , aizel (1) .**entraineur : zouba abdelhamid.

- SCCM-MOC
  - Buts: Ahmed Faras (2 buts) et Driss Miguel (SCCM) et Abdelmajid Krokro (MOC)

### Finale
| Date            | Équipe 1       | Résultat      | Équipe 2                 |
| --------------- | -------------- | ------------- | ------------------------ |
| 19 octobre 1975 | SCC Mohammédia | 0 - 0 3-4 tab | Étoile sportive du Sahel |

Disputée le 19 octobre 1975 à Casablanca.
- Arbitre : Aouici (Algérie)
- Joueurs expulsés: Abdesselam Adhouma (ESS) et Karri (SCCM)
- ESS: Moncef Tabka, Ridha Ayeche, Amri Melki, Habib Mâaref, Ismail Laâyouni, Samir Bakaou, Mohamed Boumiza, Othman Jenayah, Mustapha Dhaouadi (puis Mohamed Bouassida), Hamed Kamoun (puis Abdesselam Adhouma), Raouf Ben Aziza
- SCCM: Tahar Raad, Glaoui, Haffa Ould Aicha, Abdellatif Haddadi, Karri, Hmida, Chen, Zitouni, Mohamed Raad, Driss Haddadi et Hassan Amcharrat.

## Vainqueur
| Coupe du Maghreb des vainqueurs de coupe Vainqueur 1975 |
| ------------------------------------------------------- |
| Étoile sportive du Sahel Premier titre                  |

## Source
- (en) « Maghreb Cup Winners' Cup », sur rsssf.com (consulté le 18 mai 2016)